# Piece (박정현의 음반)
《piece》는 미국의 가수 박정현의 첫 정규 음반이다. 1998년 2월 18일에 발매하였다.

## 개요
재미교포 한국계 미국인 2세 출신으로서의 서툰 한국어 실력 등의 단점에도 불구하고 첫 타이틀 곡인 〈나의 하루〉는 윤종신 작사·작곡으로 신인 가수로서는 이례적인 인기를 얻었는데, 이는 그녀의 독특한 R&B 창법과 노래를 할 때의 손동작 등에 힘입은 바도 있다. 후속곡 〈P.S. I Love You〉뿐만 아니라 임재범과 함께 부른 듀엣 곡 〈사랑보다 깊은 상처〉도 대중에게 많은 사랑을 받고 있는 노래이다. 또한 〈나의 하루〉는 뮤직 비디오로도 제작되었다.

## 발매 후
이 앨범 발표 후의 첫 번째 콘서트에서 전회 매진을 기록하여 앙코르 공연을 하기도 하였다. 1집 앨범 사진을 찍을 때 사진작가 안성진의 신사동 집에서 촬영을 했었다. 박정현은 그 집이 정말 예뻤지만 집이 목조 주택이고 나중에 불이 나버려 현재 그 모습은 1집 앨범 속에만 남았다고 하였다.

## 수록곡
| #             | 제목                                  | 작사          | 작곡                   | 편곡                   | 재생 시간 |
| ------------- | ------------------------------------- | ------------- | ---------------------- | ---------------------- | --------- |
| 1.            | Intro                                 | 박정현        | 박정현                 | 박정현                 | 0:53      |
| 2.            | 나의 하루 (〈타이틀 곡〉)             | 윤종신        | 윤종신                 | 박용준                 | 4:07      |
| 3.            | P.S. I Love You (〈후속곡〉)          | 하해룡        | 김덕윤                 | 박용준                 | 3:55      |
| 4.            | 2geTHer                               | 조원선        | 조원선, 김홍순         | 조원선, 김홍순         | 3:38      |
| 5.            | 반전                                  | 유유진        | 이현정                 | 곽영준                 | 4:30      |
| 6.            | The Player (Feat. Players)            | MGR (박용찬)  | MGR (박용찬)           | MGR (박용찬)           | 4:10      |
| 7.            | 오랜만에 (Acoustic Version)           | 윤종신        | 이현정                 | 박용준                 | 4:40      |
| 8.            | 요즘 넌...                            | 강지훈        | Story (이은규, 이승환) | Story (이은규, 이승환) | 4:07      |
| 9.            | 사랑보다 깊은 상처 (Duet with 임재범) | 최원석        | 신재홍                 | 신재홍                 | 4:24      |
| 10.           | Interlude                             |               |                        |                        | 0:23      |
| 11.           | 다시 받아 주겠니?                     | MGR (박용찬)  | MGR (박용찬)           | MGR (박용찬)           | 4:32      |
| 12.           | 오랜만에 (R&B Version)                | 윤종신        | 이현정                 | 박용준                 | 4:31      |
| 총 재생 시간: | 총 재생 시간:                         | 총 재생 시간: | 총 재생 시간:          | 총 재생 시간:          | 43:50     |